# Nicola Manfroce

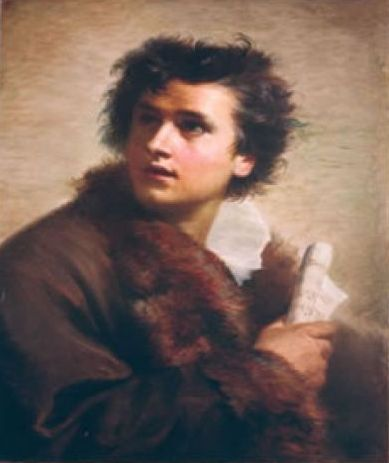
Nicola Antonio Manfroce

Nicola Antonio Manfroce, född den 21 februari 1791 i Palmi i Kalabrien, död den 9 juli 1813 i Neapel, var en italiensk tonsättare.
Manfroce, som var elev till Tritto och Zingarelli, skrev operor, kyrkomusik och symfonier med mera.